# Malin Aune
Malin Aune (Selbu, 1995. március 4. –) világ- és Európa-bajnok norvég válogatott kézilabdázó, jobbszélső, jelenleg a dán Odense Håndbold játékosa.

## Pályafutása

### Klubcsapatokban
Malin Aune szülővárosának csapatában kezdett kézilabdázni nyolcéves korában. 2012-ben mutatkozott be az akkor másodosztályú Selbu IL első csapatában. 2014-ben az első osztályú Oppsal IF szerződtette. 2017 nyarán igazolt a Vipers Kristiansand csapatához. A 2017-2018-as szezon végén bajnoki címet nyert a csapattal és bejutottak az EHF-kupa döntőjébe is. Négy bajnoki cím és egy Bajnokok Ligája győzelem után távozott, a 2021–2022-es szezontól a román CSM București játékosa. A Bukaresttel 2023-ban román bajnokságot, 2022-ben és 2023-ban pedig Román Kupát nyert. A 2023-2024-es szezontól két idényen át a dán első osztályú Odense Håndbold játékosa. 2025 nyarán a norvég első osztályú Storhamar Håndballhoz igazol.

### A válogatottban
2013-ban tagja volt a junior-Európa-bajnokságon negyedik, 2014-ben pedig a junior-világbajnokságon kilencedik helyezett norvég korosztályos csapatnak. 
A norvég válogatottban 2015-ben mutatkozott be, 2016-ban és 2020-ban Európa-bajnok lett. 2018-ban a Møbelringen-kupa legjobb jobbszélsője volt. 2021-ben világbajnoki címet szerzett.

## Sikerei, díjai
Vipers Kristiansand
- Norvég bajnok: 2018, 2019, 2020, 2021
- Norvég kupa-győztes: 2017, 2018, 2019, 2020
- Bajnokok Ligája-győztes: 2021
- EHF-kupa-döntős: 2018